# L'architettura della città
L'architettura della città è un saggio di Aldo Rossi, col quale affronta lo studio dello spazio urbano partendo da aspetti di carattere architettonico.
La città è difatti descritta come un organismo di fatti architettonici (o singole unità architettoniche) dal fondamentale ruolo di essere la «scena fissa nel teatro della vita umana».

## Contenuti
Nei quattro capitoli del libro si analizzano gli elementi che compongono secondo Rossi la città: gli elementi primari (monumenti o segni rappresentativi della volontà comune) e le aree abitative; l'urbanistica non è altro che l'interazione continua tra questi due elementi.

### Capitolo 1: Struttura dei fatti urbani
È un capitolo decisamente innovativo, che fornisce una lettura diversa della città e sostanzialmente affronta i problemi tipologici dell'architettura.
Dopo aver introdotto una forte critica al funzionalismo ingenuo - secondo Rossi una città non viene plasmata dalle funzioni -, Rossi si lancia nella descrizione del Palazzo della Ragione di Padova e di come questo abbia un ruolo centrale nell'intera definizione della città: in sostanza, chi vive questo spazio esemplificativo avverte delle emozioni, negative o positive, che poi proietta pure sul resto dell'abitato. L'analisi cittadina dunque deve partire in primo luogo dai fatti catalizzatori urbani, in secundis dalla classificazione della rete stradale: sono le strade, infatti, che contribuiscono a creare una gerarchia per gli spazi urbani.
Infine Rossi fa una considerazione positivista: per lui il processo evolutivo dinamico d'una città tende all'evoluzione e non alla conservazione.

### Capitolo 2: Gli elementi primari e l'area
Qui Rossi definisce la struttura della città. L'area è definita come una porzione di spazio urbano catalizzato attorno ad un elemento primario o a caratteristiche comuni (tipologie o sociali). Le aree, in particolare quelle a destinazione abitativa, si formano seguendo leggi di carattere economico. A tal proposito Rossi porta ad esempio le città di Berlino, Stoccolma e persino le utopiche Garden Cities e Ville Radieuse.
Gli elementi primari, descritti nel capitolo precedente, sono invece fissi e dipendono non da leggi economiche bensì solo dalla loro forma.
Infine l'interazione di questi elementi determina l'evoluzione della città: se ad Arles (dove un teatro romano è diventato un quartiere abitato) le due cose han finito per convergere, diverso è il discorso di Berlino (divisa nettamente in settori a prescindere dai luoghi simboli della città).

### Capitolo 3: Individualità dei fatti urbani. L'architettura
Rossi aggiunge il concetto di locus, definito come il rapporto speciale e continuo che si instaura tra l'edificio architettonico e il suo contesto, per poi passare alla sua idea di architettura: seguendo i precetti di Viollet-le-Duc, Rossi parla di architettura come d'una scienza. Scienza nel senso che va approcciata con un sapere scientifico di livello e onesto intellettualmente: inserendosi nell'eterna diatriba forma-funzione, difatti, Rossi si schiera apertamente in favore della prima, che definisce o no il valore d'un'opera o d'una città. La funzione, che solitamente ha la meglio, deve essere subordinata alla forma e alla struttura (che devono andare a braccetto e che a loro volta determinano una scelta onesta dei materiali).
Infine Rossi si lancia sul concetto di monumento, definito come manufatto figlio della volontà e della memoria collettiva: portando l'esempio di Atene, Rossi parla anche di città come Locus di memoria collettiva.

### Capitolo 4: L'evoluzione dei fatti urbani
Qui Rossi fa un'analisi delle dinamiche che colpiranno le città in futuro. I fattori che conteranno maggiormente saranno quelli economici e quindi politici. I mezzi saranno le leggi sugli espropri e il valore alto o meno cui assurgerà la proprietà privata. Per giungere a queste conclusioni Rossi analizza e deduce 3 periodi storici in cui ci sono stati dei determinati mutamenti sociali e quindi economici/architettonici:
- periodo medievale: in questo periodo c'è l'abbandono progressivo da parte degli artigiani delle botteghe: inizia dunque la scissione tra luogo di lavoro e luogo di residenza.
- periodo industriale: in questo periodo c'è stata una totale scissione tra luogo di lavoro e luogo di residenza.
- era dei trasporti: velocità nel coprire certe distanze porta alla parcellizzazione della città in base ad aree abitative, amministrative, lavorative etc.